# NGC 6530
NGC 6530 (другие обозначения — OCL 19, ESO 521-SC21) — рассеянное звёздное скопление в созвездии Стрельца. Выделяется чрезвычайно малым возрастом — около 2 млн лет.
Этот объект входит в число перечисленных в оригинальной редакции «Нового общего каталога».
Скопление открыто Джованни Годиерной до 1654 года.